# NGC 6731
NGC 6731 est un groupe d'étoiles situé dans la constellation de la Lyre,. L'astronome britannique J. Gerhard Lohse a enregistré la position de ce groupe en 1886.